# Arts plàstiques
Les arts plàstiques són les arts que permeten donar forma a una idea, fer-la visible o palpable, a partir d'un material i unes eines. Tradicionalment. l'art es dividia en el que s'anomenava Belles arts (pintura, escultura, arquitectura i les arts menors o arts aplicades, representades per treballs artesanals com el gravat i orfebreria. Amb el temps aquesta classificació va resultar insuficient per abastar les noves formes artístiques que van anar sorgint.
Amb l’aparició de l’art conceptual als anys seixanta del segle XX el concepte va superar la forma que havia de tenir l’objecte, i es va considerar que tots els mitjans disponibles eren apropiats per materialitzar-lo, centrant la producció artística en el procés creatiu.
Des del punt de vista dels elements compositius, en l'arquitectura són els espais, en l'escultura són els volums, en la pintura són els colors i les textures, i en el dibuix és la línia o el clarobscur. L'arquitectura necessita les tres dimensions mentre que l'escultura i la instal·lació artística poden usar tres o quatre dimensions, depenent de si inclou moviment i, per tant, el temps. La pintura, el vitrall, el tapís, la fotografia, el collage i el dibuix s'han realitzat tradicionalment sobre superfícies (parets d'una cúpula, teles, paper, cartró, fusta). L'art d'acció, que inclou cossos humans, trenca fronteres amb les arts escèniques contemporànies.
Les obres d'art a més d'objecte d'experiències estètiques també poden ser analitzades com objectes de coneixement. Per tant, a més de l'anàlisi de l'obra com a tal, exigeixen un estudi del context per al millor enteniment.
Cal tenir present que les arts dinàmiques també es poden representar en objectes físics, però que no són l'objecte artístic en si mateix: per exemple, la música és un art dinàmica (i no pas plàstica) per molt que es pugui representar en una partitura o en un disc, ja que aquests objectes no són la música en si mateixa, la qual només és tal en forma sonora.